# Cirkus Julius
 Der er for få eller ingen kildehenvisninger i denne artikel, hvilket er et problem. Du kan hjælpe ved at angive troværdige kilder til de påstande, som fremføres i artiklen.

Cirkus Julius var DR's julekalender i 1988. Cirkus Julius blev skrevet af og instrueret af 
Martin Miehe-Renard, mens Jan Irhøj skrev musikken. Størstedelen af indspilningen af julekalenderen foregik på Sukkerkogeriet i Odense, og blev filmet samme dag som julekalenderen blev sendt. Dette gjorde det bl.a. muligt at improvisere med inspiration fra breve indsendt af seerne. 
Alle sekvenser med de 2 nisser var som det eneste båndet på forhånd og optaget i DRs studie i Aarhus.  
Cirkus Julius er ikke udkommet på DVD. I 1988 udkom bogen Cirkus Julius på forlaget Munksgaard. Bogen er illustreret af Kai Flummer. Bogen har desuden noder og tekst til sangene fra julekalenderens soundtrack. Skuespilleren Søren Elung Jensen indtalte samme år historien som lydbånd, hvor også lyd og musik fra julekalenderen indgik.